# Homeotermija
Homeotermija (grč. ὅμοιος – homoios = slično + θέρμη - thermē = toplina) ili homeotermnost je oblik termoregulacije sa održavanjem stabilne temperature tela, bez obzira na spoljnu temperaturu i druge uticaje. Ova unutrašnja temperatura tela je često, iako ne nužno, viša od temperature neposrednog okruženja. Homeotermija je jedan od tri oblika toplokrvnosti životinjskih vrsta - suprotna je poikilotermji.
Homeotermi nisu nužno endotermi. Neki od njih mogu održavati konstantnu temperaturu tela putem mehanizama ponašanja, odnosno etološke termoregulacije. Mnogi gmizavci koriste se ovom strategijom. Na primer, pustinjski gušteri su izuzetni u održavanju gotovo konstantne temperature, putem aktivnosti koje održavaju telesnu temperaturu, koja je često u okviru jedan ili dva stepena niža od njihovih smrtonosno kritičnih temperatura.

## Prednosti
Enzimi imaju relativno uzak raspon temperatura na kojoj ostvaruju svoju optimalnu efikasnost. Temperature izvan ovog opsega mogu uveliko smanjiti stopu reakcija ili ih zaustaviti u potpunosti. Organizam s prilično konstantnom temperatura tela stoga može specijalizovati enzime koji su efikasniji na toj temperaturi. Poikilotermi moraju, ili dobru deo vremena provoditi ispod optimalne efikasnosti, migrirati, hibernirati se ili trošiti dodatne mehanizme za proizvodnju šireg spektra enzima za pokrivanje šireg raspona variranja telesne temperature.
Međutim, u nekim okruženjima postoje prikladnije temperature nego u drugima. Na primer, tropi često imaju sezonske varijacije temperature koje su manje od njihovih dnevnih kolebanja. Osim toga, velike mase vode, kao što je okeani i veoma velika jezera, imaju umerene temperaturne varijacije. Vode ispod površine okeana imaju posebno stabilne temperature

## Nedostaci
Budući da mnoge homeotermne životinje koriste enzime koji su specijalizovani za uzak raspon variranja telesne temperature, hipotermija brzo dovodi do obamrlosti, a zatim i smrti.
Pored toga, homeotermija na bazi endotermije je energetska strategija sa visokom potrošnjom energije, a mnoga okruženja imaju niži kapacitet podnošljivosti za ove organizme. Na hladnom vremenu, potrošnja energije za održavanje telesne temperature ubrzava glad i može dovesti do smrti.